# Экельский, Владислав

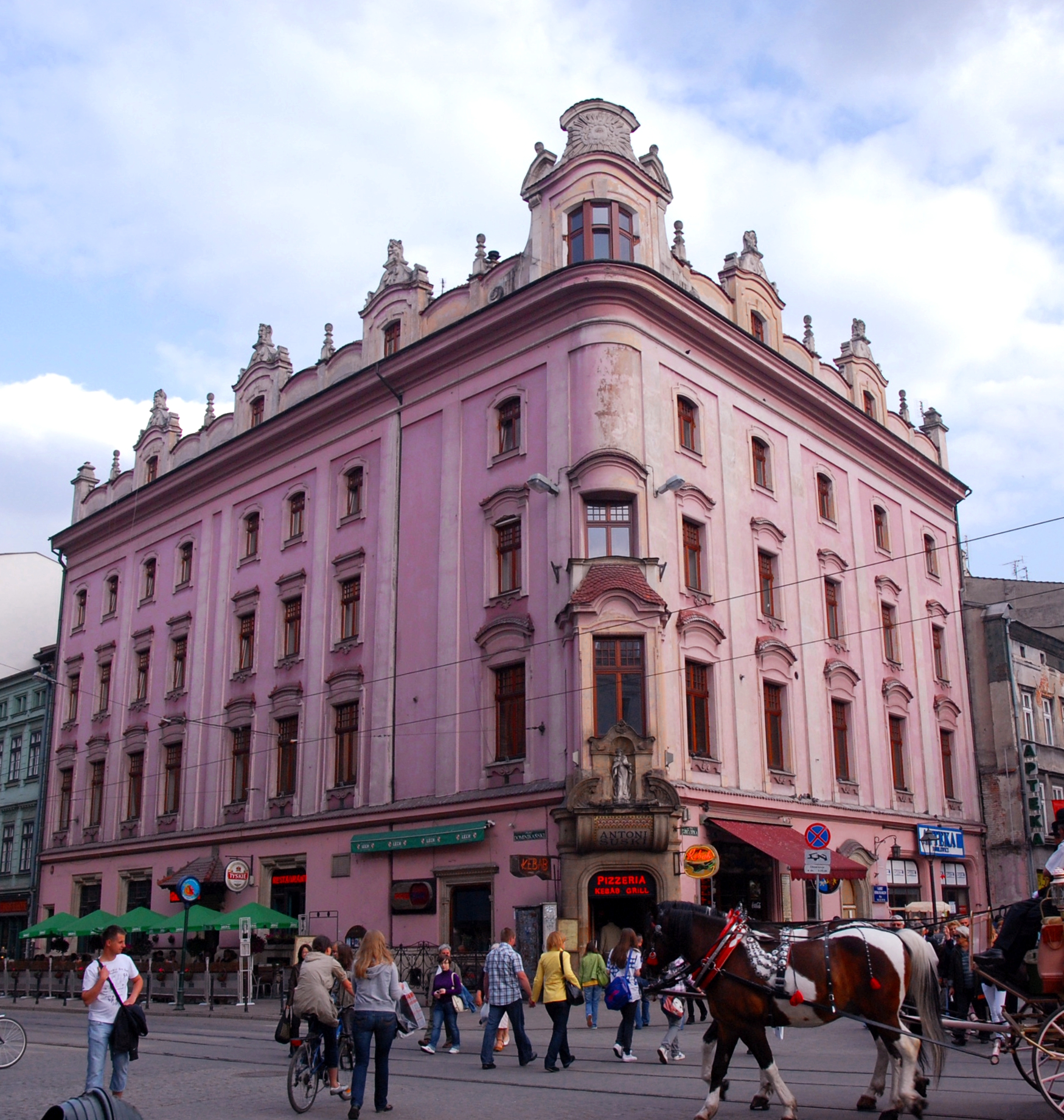
Дом Суского проекта Владислава Экельского

Влади́слав Эке́льский (пол. Władysław Ekielski, 17 февраля 1855 года, Краков, Австро-Венгрия — 23 июня 1927 года, Краков, Польша) — польский архитектор.

## Биография
С 1872 по 1876 год обучался в Технологическом институте в Кракове. С 1876 по 1880 год продолжал своё обучение на инженерно-строительном факультете Венского технологического института. В 1882 году возвратился в Краков, где начал работать в проектно-архитектурном бюро Тадеуша Стрыенского. Позднее стал сотрудничать с Тадеушем Стрыенским в архитектурном проектировании. В 1886 году стал преподавать в городской школе художественных промыслов. С 1918 года был профессором архитектурного факультета Краковской школы изящных искусств.
С 1900 года издавал журнал Краковского технического общества «Architekt».
Скончался 23 июня 1927 года в Кракове.

## Творчество
Вместе с Тадеушем Стрыенским спроектировал дом на улице Пилсудского, 4, здание фонда имени Александра Любомирского (сегодня — Главное здание Краковского университета экономики).
Перестроил дворец Пулавских. Спроектировал здания на улицах Кармелицкой д. 42, Студенцкой д. 14, Шпитальной д. 4, Гродзкой д. 26 и собственный дом на улице Юзефа Пилсудского д. 40.
С 1904 по 1906 год вместе со Станиславом Выспянским спроектировал реставрацию Вавеля.